# 德沃夏克分析法
德沃夏克分析法是由維農·德沃夏克（Vernon Dvorak）根據多年經驗及統計概括後所創下的一項利用地球同步衛星的可見光及紅外線衛星雲圖來評估熱帶氣旋強度的方法。

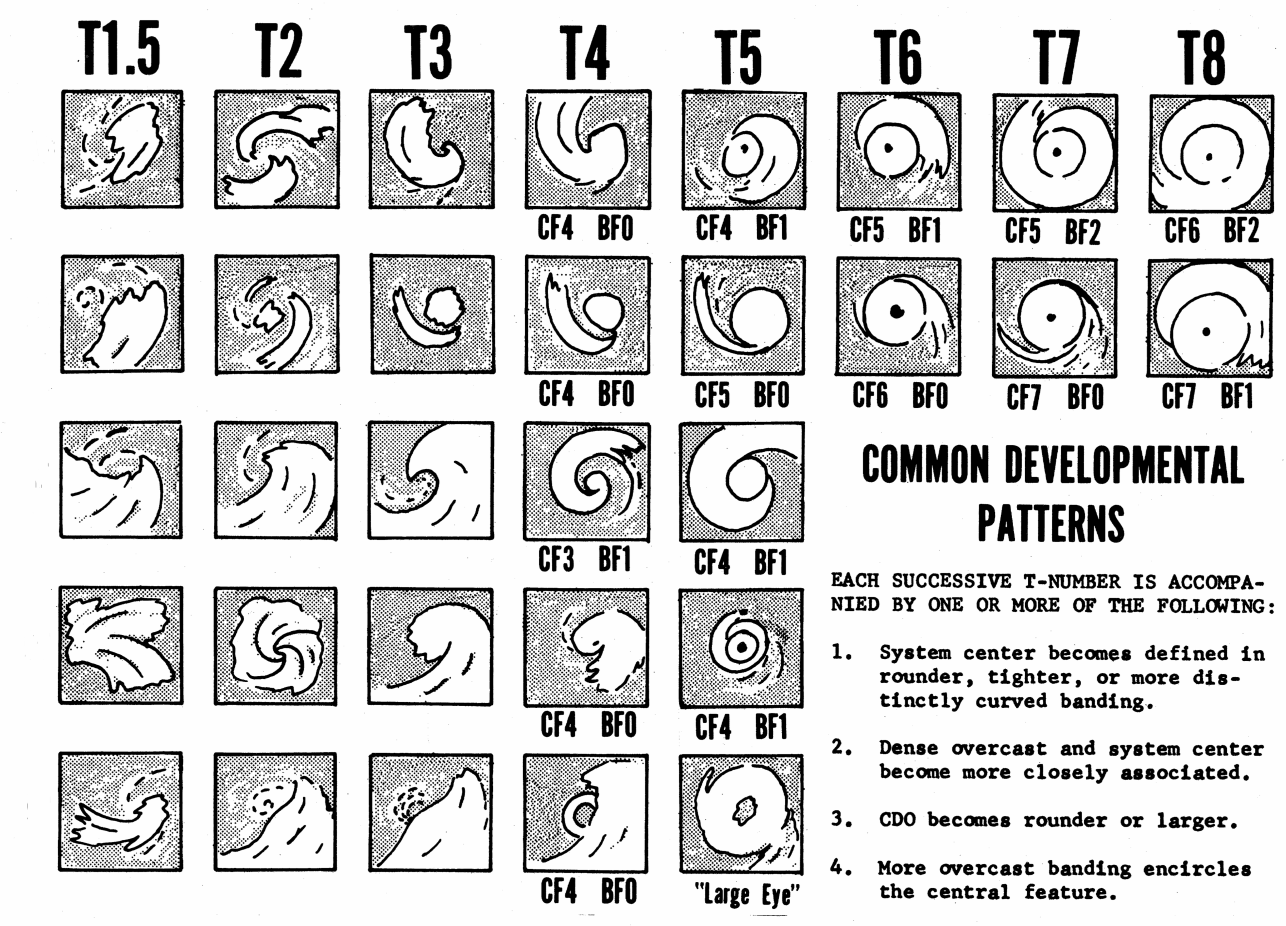
德沃夏克分析法中熱帶氣旋發展常見的幾種演進類型

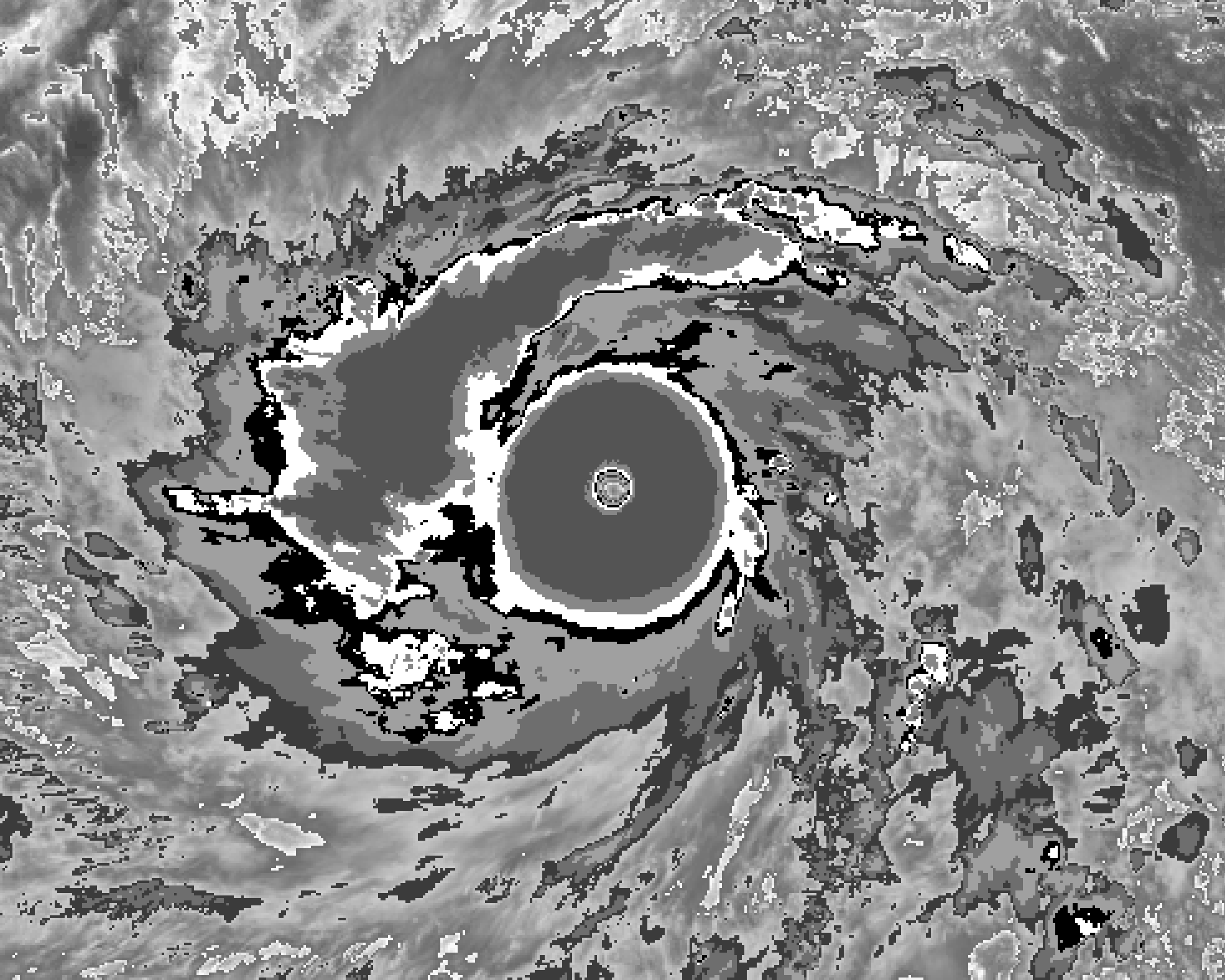
颱風海燕達到T8.0的德法分析強化圖像

德沃夏克分析法是現時國際通行的分析法。這套分析法在1984年發表，1987年正式由世界氣象組織通過使用。

## 历史

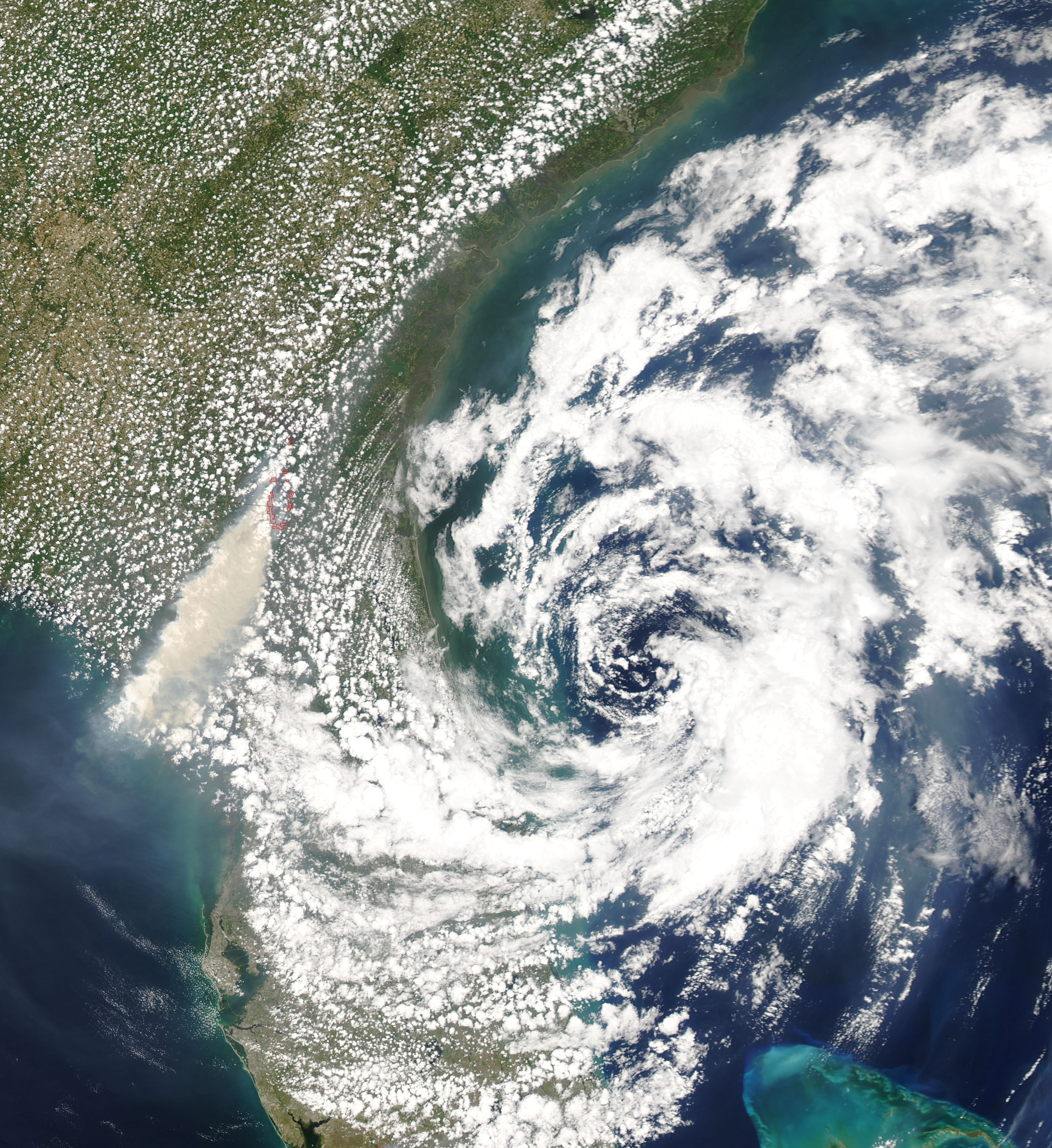
用德沃夏克分析法无法确定亚热带风暴安德烈亚等非热带气旋的风暴的气旋强度，因为它仅适用于热带气旋

### 早期探索
卫星图像作为台风定位定强最常用的资料，在台风业务预报实践中的应用一直是广大业务科研工作人员所关注 的重要课题之一。这方面早期的研究工作包括20世纪60年代Sadler、Fett、Fritz等和Hubert等利用卫星云图估计台风强度的初步尝试，但由于当时卫星探测技术的局限，并没有取得实质性的突破。
1969年，弗农·德沃夏克利用西北太平洋热带气旋的卫星图片及相关实测数据对这项技术进行了初步开发，最初设想的系统涉及云特征与发展和衰减模型的模式匹配。20世纪70年代，美国国家海洋和大气管理局的Dvorak在多年预报经验及气象侦察飞机观测资料的基础上，建立了一种基于当时可见光（VIS）和红外（IR）云图的台风云型特征与台风强度的统计关系，并逐渐发展出一套基于卫星图像台风云型特征的热带气旋强度估计技术。

### 成熟
随着该技术在20世纪70年代和80年代的成熟，对云层特征的测量在定义热带气旋强度和热带气旋低压区的中心压力方面成为主导。红外线卫星图像的使用导致了对热带气旋强度的更客观的评估，使用眼壁内的云顶温度并与眼内的温暖温度进行对比。对短期强度变化的制约，与1970年代和1980年代时相比，使用的频率较低。分配给热带气旋的中心压力需要修改，因为最初的估计在大西洋低了5-10毫巴（0.15-0.29 英吋汞柱 ），在西北太平洋高了20毫巴（0.59 英吋汞柱 ）。这导致了为西北太平洋开发一个单独的风压关系，由Atkinson和Holliday在1975年设计，然后在1977年修改。经过多年业务实践，该技术已成为最成熟的利用卫星云图确定台风强度的方法，并成为了缺少飞机探测条件下确定台风强度的世界通用标准。此后该方法于1987年为世界气象组织推荐使用。

## 数值测定
大部分地區都正把德沃夏克分析法作為確定熱帶氣旋最大持續風速的唯一方法或主要方法，這種方法是以氣象衛星的觀測數值來進行判斷，通過對螺旋帶的規模和風眼與風眼牆之間的溫度差來確定熱帶氣旋的最大持續風速和氣壓。低氣壓區中心的中心中心氣壓值為估計值。颶風的強度則是根據登陸時間和最大強度一起得出。對精細衛星圖像上單獨雲層的追蹤還可以用來進一步估計熱帶氣旋的表面風速。
如果可以的話，科研人員也會使用船舶和陸地的觀測數據。大西洋以及太平洋的中部和東部仍然會動用偵察機飛入熱帶氣旋來確定飛行高度層的風力，而太平洋西北部则由香港天文台委托飞行服務队下投探空仪确定风力，這個數據加以調整後可以對最大持續風速做出相當可靠的估算。經過之前十年使用全球定位系統投落送後得出的大量數值已經證實，將飛行高度層取樣的風速減少10%以後，就可以用來對接近地表的最大持續風速作出估算。多普勒氣象雷達也可以用來以相同的方法確定接近陸地熱帶氣旋的表面風速。
| T級     | 一分鐘平均風速 | 一分鐘平均風速 | 一分鐘平均風速 | 種類（SSHWS） | 中心最低氣壓 | 中心最低氣壓 |
| T級     | （節） | （英里）       | （公里）       | 種類（SSHWS） | 大西洋       | 西北太平洋   |
| ------- | --- | -------------- | -------------- | ------------- | ------------ | ------------ |
| 1.0-1.5 | 25 | 29             | 45             | 類熱帶低壓    |              |              |
| 2.0     | 30 | 35             | 55             | 熱帶低壓      | 1009         | 1000         |
| 2.5     | 35 | 40             | 65             | 熱帶風暴      | 1005         | 998          |
| 3.0     | 45 | 52             | 83             | 熱帶風暴      | 1000         | 991          |
| 3.5     | 55 | 63             | 102            | 強熱帶風暴    | 994          | 984          |
| 4.0     | 65 | 75             | 120            | 1級颶風       | 987          | 976          |
| 4.5     | 77 | 89             | 143            | 1級-2級颶風   | 979          | 966          |
| 5.0     | 90 | 104            | 167            | 2級-3級颶風   | 970          | 954          |
| 5.5     | 102 | 117            | 189            | 3級颶風       | 960          | 941          |
| 6.0     | 115 | 132            | 213            | 4級颶風       | 948          | 927          |
| 6.5     | 127 | 146            | 235            | 4級颶風       | 935          | 915          |
| 7.0     | 140 | 161            | 260            | 5級颶風       | 921          | 898          |
| 7.5     | 155 | 178            | 287            | 5級颶風       | 906          | 879          |
| 8.0     | 170 | 196            | 315            | 5級颶風       | 890          | 858          |
| 8.5†    | 185 | 213            | 343            | 5級颶風       | 873          | 841          |
|         | 注意:西北太平洋海盆列表所展示的氣壓為全大洋中最低值，而大西洋海盆只是相對低。 †只在气象卫星合作研究所和美国国家海洋和大气管理局先進的德沃夏克系統中存在，平常的主觀分析中並不適用。 |                |                |               |              |              |

|                  |                  |            |              |
| 熱帶風暴威爾瑪， | 熱帶風暴丹尼斯， | 飓风珍妮， | 颶風艾米莉， |

### 误差与改进
由于使用该技术的人类分析员必然存在主观的偏见，但人们已经努力使用计算机程序做出更客观的估计，这得到了更高分辨率的卫星图像和更强大的计算机的帮助。由于热带气旋的卫星模式会随着时间的推移而波动，自动技术使用六小时的平均周期，导致更可靠的强度估计。客观的德沃夏克技术的发展始于1998年，它在有眼（飓风或台风强度）的热带气旋中表现最好。它仍然需要手动放置中心，在这个过程中保持一些主观性。到2004年，一种先进的客观的德沃夏克技术被开发出来，它利用带状特征来处理低于飓风强度的系统，客观地确定热带气旋的中心。2004年发现了一个中心压力的偏差，它与对流层顶的斜率和云顶温度有关，它随着纬度的变化而变化，有助于改善客观技术中的中心压力估计。

## 优点与劣势
使用该技术的最重要的好处是，它提供了一个更完整的热带气旋强度的历史，在那些既不可能也没有常规的飞机侦察的地区，且可以有效的避免飞行员丧失生命。
目前，最大持续风的强度估计在飞机能够测量的一半时间内，在5英里/小时（8.0公里/小时）之内，尽管对强度在中等热带风暴力（60英里/小时（97公里/小时））和弱飓风或台风力（100英里/小时（160公里/小时））之间的系统的强度分配是最不确定的。它的整体精度并不总是真实的，因为技术的改进导致1972年和1977年之间的强度变化高达每小时20英里（32公里）。该方法在内部是一致的，因为它制约了热带气旋强度的快速增加或减少。一些热带气旋的强度波动超过了规则所允许的每天2.5T数的限制，这可能对该技术不利，并导致自1980年代以来偶尔放弃约束。在卫星图像的边缘，或边缘附近有小眼的系统，使用该技术可能偏得太弱，这可以通过使用极地轨道卫星图像来解决。亚热带气旋的强度不能用Dvorak来确定，这导致了1975年Hebert-Poteat技术的发展。正在进行外热带过渡的气旋，失去了它们的雷暴活动，使用Dvorak技术可以看到它们的强度被低估了。这导致了Miller和Lander热带外过渡技术的发展，在这些情况下可以使用。